# ادینبرگ (تگزاس)
ادینبرگ، تگزاس(به انگلیسی: Edinburg, Texas) شهری در ایالت تگزاس از ایالات جنوبی ایالات متحده آمریکا است. در سرشماری سال ۲۰۰۰، جمعیت این شهر ۶۴۴۶۵ نفر اعلام شد.